# L'Amour aveugle
Pour plus de détails, voir Fiche technique et Distribution.
L'Amour aveugle (Liebe macht blind) est un film allemand réalisé par Lothar Mendes, sorti en 1926.

## Synopsis
Une jeune femme qui croit que son mari la trompe avec d'autres femmes, va se lancer dans l'hypnose pour le séduire sous les traits d'une femme fatale.

## Fiche technique
- Titre : L'Amour aveugle
- Titre original : Liebe macht blind
- Réalisation : Lothar Mendes
- Scénario : Robert Liebmann et Viktor Léon
- Direction artistique : Hans Jacoby
- Photographie : Werner Brandes
- Production : Erich Pommer
- Pays de production : République de Weimar
- Format : Noir et blanc - 1,33:1 - Film muet
- Date de sortie : 1926

## Distribution
- Lil Dagover : Diane
- Conrad Veidt : Dr Lamare
- Lillian Hall-Davis : Evelyn
- Georg Alexander : Viktor
- Emil Jannings : Emil Jannings
- Jenny Jugo : Medium
- Jack Trevor : Filmregisseur
- Alexander Murski